# Tommaso Marino (cestista)
Tommaso Marino (Siena, 5 febbraio 1986) è un ex cestista, opinionista e youtuber italiano.

## Carriera

### Nei club
Nella stagione 2003-04 esordisce in Serie A con la maglia della Mens Sana Siena vincendo così, alla sua prima esperienza da professionista, lo scudetto.
La stagione 2004-05 passa alla Pallacanestro Trapani in Legadue, con la quale chiude il campionato al 10º posto.
Successivamente cambia ancora squadra e nella stagione 2005-06 disputa la Serie B d'Eccellenza con la maglia del Silver Basket Porto Torres.
Dalla stagione 2006-07 alla stagione 2008-09 fa parte del roster della Fulgor Omegna, con la quale disputa prima la Serie B d'Eccellenza poi la Serie A Dilettanti.
A questo punto torna a calcare i parquet della Serie A nella stagione 2009-2010 con la maglia del Teramo Basket.
Firma poi per la Blu Basket Treviglio con la quale gioca la Serie A Dilettanti nella stagione 2010-11. Dopo un buon finale di stagione con i trevigliesi passa alla Assi Basket Ostuni in Legadue ma dopo 8 partite decide di cambiare squadra e firmare per la Fulgor Libertas Forlì. Torna per una breve parentesi alla Blu Basket Treviglio per poi trasferirsi all'Unione Cestistica Casalpusterlengo.
A fine stagione torna nuovamente per la terza volta alla Blu Basket Treviglio dove disputa il campionato di Serie A2. L’8 giugno 2018 esercita l’opzione di uscita dal contratto con la società bergamasca, terminando un’avventura durata ben cinque stagioni con la canotta biancoblu.
Il 9 giugno successivo, firma un contratto biennale con la Mens Sana Siena, facendo così ritorno dopo 14 anni, nella squadra dove è cresciuto cestisticamente, diventando ufficialmente anche il nuovo capitano della società toscana. Dopo le vicende societarie e processi sportivi la squadra toscana viene radiata; Tuttavia nel febbraio 2019, passa al Basket Ravenna sempre in A2 nel girone Est. Nel giugno del 2020 rescinde il proprio contratto con la società giallorossa.
Il 24 giugno successivo, viene ingaggiato dallo Scafati, con cui disputa 17 incontri, realizzando 105 punti nella stagione 2020-21.
Nel 2021 passa al Legnano Basket.

### Opinionista e youtuber
Nel 2021 inizia a farsi conoscere nel mondo social pubblicando spesso video sulle sue giornate e i suoi allenamenti raggiungendo un buon successo. La sua ascesa si conferma sia nel 2022 che nel 2023 quando viene ingaggiato da Sky Sport come opinionista delle partite di NBA a fianco di Francesco Bonfardeci.

## Palmarès
- Campionato italiano: 1

Siena: 2003-04
- Supercoppa LNP: 1

Scafati Basket: 2020